# Dvorac obitelji Maglašević
Dvorac obitelji Maglašević nalazio se na brežuljku na Gradovrhu. Brežuljak je danas obrastao šumom. Postojao je još u 16. stoljeću. Poznato je da su otac Ivan i sin Pavao Maglašević sagradili samostan u neposrednoj blizini svojega dvorca. Godine 1541. franjevci su se uselili u nj netom što su protjerani iz samostana u obližnjoj Gornjoj Tuzli. Dvorac je bio ponad Soline. Nedaleko od dvorca i samostana s crkvom bilo je groblje. Danas nema ni dvorca, ni crkve ni samostana. Groblje je preživjelo do 20. stoljeća kad je do kraja uništeno.
Bogata plemićka obitelj Maglašević spominje se pod više prezimena: Sić, Soić, Suić, Pavičević i Pavešević.